# Bassengué (district)
Bassengué est l'un des districts de la sous-préfecture de Koba situé dans la préfecture de Boffa situé en république de Guinée.